# Leó Szilárd
Leó Szilárd (ur. 11 lutego 1898 w Budapeszcie, zm. 30 maja 1964, w La Jolla w Kalifornii) – węgiersko-amerykański fizyk i biolog molekularny.
Jest uważany za pierwszego naukowca, który systematycznie i planowo wspierał budowę bomby atomowej. Wedle przekazów, idea nuklearnej reakcji łańcuchowej nasunęła się Szilárdowi, gdy 12 września 1933 czekał na światłach przed „Southampton Row” w Bloomsbury. Pomysł ten wpadł mu do głowy ze złości, że Ernest Rutherford nazwał jego pracę o energii atomowej „bezsensem” – Szilárd był współwłaścicielem patentu na reaktor atomowy (U.S. Patent 2708656).
To z powodu jego inicjatywy rozpoczęto budowę pierwszej bomby atomowej na świecie. Leó Szilárd był też tym, który przekonał Alberta Einsteina do napisania listu do prezydenta Franklina Delano Roosevelta, który przyczynił się do rozpoczęcia prac nad projektem Manhattan. Oprócz niego, uczestniczyli w tym projekcie trzej inni wybitni węgierscy uczeni: Edward Teller, John von Neumann i Eugene Wigner, sam Szilárd mówił ironicznie o „węgierskiej konspiracji”. Całą czwórkę nazywano też „The Martians”. Jednakże Leó Szilárd był też tym, który w 1945 usiłował odwieść Stany Zjednoczone od planu zrzucenia bomby atomowej na Japonię, albo przynajmniej je opóźnić. Nie ukrywał potem, iż uważa zrzucenie bomby atomowej na Hiroszimę za tragiczny błąd.

## Życiorys
Studiował początkowo elektrotechnikę w Budapeszcie, jednakże tylko z powodu braku perspektyw w zawodzie fizyka – po fizyce mógłby jedynie zostać nauczycielem. Po drugim semestrze został przeniesiony z powodu wybuchu I wojny światowej do szkoły oficerskiej, udało mu się jednak uniknąć frontu. W styczniu 1920 przeniósł się do Berlina, gdzie najpierw kontynuował studia elektroniczne na Uniwersytecie Technicznym, po krótkim czasie jednak przeniósł się na fizykę, gdzie wykładali Einstein, Max Planck i Max von Laue. Lauego poprosił już w pierwszym semestrze o temat pracy doktorskiej z teorii względności, pracy tej jednak nigdy nie napisał do końca. Zamiast tego rozwiązał trudny problem z termodynamiki statystycznej, co zostało uznane za pełnowartościową pracę doktorską. W 1926 roku opatentował cyklotron, w 1929 habilitował się z tematu: „Über die Entropieverminderung in einem thermodynamischen System bei Eingriffen intelligenter Wesen” (O zmniejszeniu entropii w systemie termodynamicznym pod wpływem inteligentnych istot), w której to pracy powiązał pojęcia: inteligencji, pamięci, entropii i informacji. Po drugiej wojnie światowej stała się ona jedną z podstaw matematycznej teorii informatycznej. Po odkryciu neutronu w 1932 r. poświęcił się całkowicie fizyce jądrowej, jednak zmiana klimatu politycznego w 1933 r. uniemożliwiła mu realizację już zaplanowanych eksperymentów, a sam Szilárd musiał uciekać z Niemiec – najpierw do Wiednia, a następnie do Anglii. Tam pracował najpierw jako niezależny naukowiec w londyńskim szpitalu, gdzie odkrył tzw. efekt Szilárda-Chalmersa (rozdziału chemicznego izotopów). Istotniejsze jednakże były dwa jego patenty (z marca 1934 i z 28 czerwca 1934), dotyczące efektów bombardowania jądra atomowego neutronami, które złożył jako dwie części pod wspólnym tytułem: Polepszenia przy przemianie pierwiastków chemicznych. W części pierwszej opisał m.in. baterię nuklearną, którą znamy z dzisiejszych satelitów i zarysy fuzji jądrowej (bez wprowadzenia terminologii). W części drugiej opisał reakcję łańcuchową przy przekroczeniu masy krytycznej – będącej podstawą energii i broni jądrowej.
Mimo pracy w Oksfordzie w Clarendon Laboratory, nie zdołał potwierdzić eksperymentalnie swoich teorii, po części z powodów finansowych, ale także z powodu napiętej sytuacji politycznej. W 1938 roku opuścił po podpisaniu układu monachijskiego Europę i udał się do USA.
Rok 1939 był w fizyce rokiem rozbicia jądra atomowego. Udało się tego dokonać Ottonowi Hahnowi i Strassmannowi, którzy rozbili uran poprzez bombardowanie neutronami, otrzymując m.in. bar, co Lise Meitner i Otto Frisch słusznie rozpoznali jako podział jądra atomowego. Szilárd dowiedział się o tym od swojego przyjaciela Eugene Wignera w Princeton. Swój własny pierwszy podział jądra przeprowadził razem z Walterem Zinnem 3 marca 1939 w MET Labs na Columbia University. Jako źródło neutronów służył, kupiony na kredyt, rad.
2 grudnia 1942 Szilárd i Enrico Fermi, wywołali pierwszą reakcję łańcuchową w reaktorze. Niezależnie od nich udało się to też Joliotowi (w Paryżu). Mimo tego, iż Szilárd naciskał na poufne traktowanie informacji o tych eksperymentach, zostały one opublikowane przez Joliota, a następnie również przez innych naukowców. 
Szilárd był uważany za ekscentrycznego, niestrudzonego wizjonera i genialnego teoretyka. Laureat Nagrody Einsteina (1960).